# Neulliac
 Neulliac  (en bretón Neulieg) es una población y comuna francesa, situada en la región de Bretaña, departamento de Morbihan, en el distrito de Pontivy y cantón de Cléguérec.

## Demografía
| 1431 | 1319 | 1305 | 1430 | 1466 | 1465 |
| Para los censos de 1962 a 1999 la población legal corresponde a la población sin duplicidades (Fuente: INSEE [Consultar]) |      |      |      |      |      |